# Långmossens naturreservat
Långmossens naturreservat är ett 22,7 ha stort naturreservat beläget cirka 3,5 km sydost om Sibro vid sjön Båvens utlopp. Området avsattes 1946 som domänreservat och ombildades 1997 till naturreservat.
Naturreservatet består av blöta mossar och fuktig sumpskog men även torra och magra hällmarker. I reservatet finns växter och djur som trivs i fuktig och blöt mark, exempelvis Skvattram, Tuvull, Dystarr, Grå renlav, Islandslav, Fönsterlav, Tvåblad, Ängspiplärka, Skogssnäppa, Trana och Spillkråka.